# Andreas Spellig
Andreas Spellig (* 10. Februar 1965 in Lübbecke) ist ein deutscher Journalist und Fernsehmoderator.
Der Diplom-Sportlehrer Andreas Spellig war nach dem Volontariat bei RTLplus zunächst in der Sportredaktion des Kölner Senders tätig, ehe er 1991 zum Mitteldeutschen Rundfunk (MDR) nach Dresden ging. Als stellvertretender Sportchef war er dort für die Redaktion und Moderation diverser Sendungen verantwortlich, bevor er von 1994 bis 1996 die Moderation des ARD-Boulevardmagazins Brisant übernahm. 1997 wechselte er zum SDR, bei dem er verschiedene Sportsendungen im Dritten und im Ersten moderierte und kommentierte - vorrangig mit den Schwerpunkten Formel 1, DTM, Bob, Snowboard. Als ehemaliger Kunstturner wurde er als Experte für diese Sportart unter anderem bei Olympischen Spielen eingesetzt. Von 2001 bis 2007 führte er seine Moderations- und Reportertätigkeit für den WDR fort und präsentierte dort unter anderem die Lokalzeit OWL aktuell. Im Jahr 2007 moderierte er bei n-tv und übernahm im Januar 2008 für zwei Jahre die Präsentation des Sat.1-Automagazins. Seit 2016 steht Spellig für Sport1 vor der Kamera und präsentiert den Motorsport-Talk Boxenfunk. Parallel ist er seit 1997 als freier Fernsehjournalist, Moderator, Reporter, Kommentator, Leiter von Diskussionsrunden und bei Produkt- und Messepräsentationen tätig.